# Gadila marchadi
Gadila marchadi är en blötdjursart som först beskrevs av Nicklès 1979.  Gadila marchadi ingår i släktet Gadila och familjen Gadilidae. Inga underarter finns listade i Catalogue of Life.